# Stina Lykke Petersen
Stina Lykke Petersen  (* 9. Februar 1986) ist eine dänische Fußballtorhüterin, die u. a. für den 1. FC Köln und für den MSV Duisburg spielte. Von 2013 bis 2018 war sie die Nummer eins im Tor der Dänischen Fußballnationalmannschaft der Frauen.

## Werdegang

### Verein
Lykke Petersen begann im Alter von fünf Jahren in ihrer Heimatstadt Højby Fußball zu spielen. Im Jahr 2007 besuchte sie das Rollins College in Florida und spielte dort für die NCAA Uni-Fußball. Nach der Europameisterschaft 2013 wurde sie vom Bundesligisten FCR 2001 Duisburg verpflichtet, dessen Mannschaft sich zum Jahreswechsel 2013/14 dem MSV Duisburg anschloss. Am 26. April 2014 verkündete Lykke Petersen ihren Weggang vom MSV zum Saisonende und unterschrieb daraufhin beim Zweitligisten 1. FC Köln.

### Nationalmannschaft
Ihr Debüt für die Nationalmannschaft gab sie beim Algarve-Cup am 4. März 2011 gegen Schweden, das ihre Mannschaft 1:3 verlor.
Im Jahre 2005 wurde sie in den Kader der dänischen Nationalmannschaft für die Fußball-Europameisterschaft der Frauen 2005 berufen, kam aber nicht zum Einsatz. Nach einer Knieverletzung der Stammtorwartin Heidi Johansen wurde Stina Lykke Petersen zur Nummer eins für die Fußball-Europameisterschaft der Frauen 2013 in Schweden. Im Eröffnungsspiel der Europameisterschaft gegen Gastgeber Schweden wurde sie zur Heldin, als sie zwei Elfmeter (Lotta Schelin und Kosovare Asllani) halten konnte und so ihrem Team zu einem 1:1-Unentschieden verhalf. Auch im Elfmeterschießen des Viertelfinalspiels gegen Frankreich konnte sie einen Elfmeter halten, so dass Dänemark ins Halbfinale gegen Norwegen einzog, das ebenfalls im Elfmeterschießen entschieden wurde. Dort konnte sie aber keinen Elfmeter halten, während die norwegische Torhüterin Ingrid Hjelmseth zweimal erfolgreich war, wodurch Norwegen das Finale erreichte.
Vier Jahre später bei der EM in den Niederlanden festigte sie ihren Ruf als Elfmeter-Killerin. Im letzten Gruppenspiel beim 1:0-Erfolg Dänemarks gegen Norwegen hielt sie einen Strafstoß und sicherte damit Dänemark das Weiterkommen ins Viertelfinale. Im Halbfinale gegen Österreich hielt sie einen Straßstoß im Spiel, das zunächst – auch nach Verlängerung – torlos blieb. Im Elfmeterschießen hielt sie zwei weitere Strafstöße, zwei gingen über das Tor, sodass Petersen von insgesamt vier Elfmetern gegen sie in diesem Spiel keinen reinließ. Petersen wurde zur Spielerin des Spiels gewählt. Dänemark erreichte so erstmals ein EM-Finale der Frauen. Im Juni 2018 trat Lykke Petersen unmittelbar nach einem Länderspiel gegen Ungarn aus der Nationalmannschaft zurück.

## Erfolge
- Dänischer Meister mit Brøndby IF 2011, 2012 und 2013
- Dänischer Pokalsieger 2010, 2011, 2012 und 2013